# Joinville
Joinville (wym. [ʒõjˈvili]) – miasto w południowej Brazylii, największe miasto stanu Santa Catarina, w pobliżu wybrzeża Oceanu Atlantyckiego. Około 600 tys. mieszkańców.
Miasto może poszczycić się wysokim poziomem życia w porównaniu z innymi miastami brazylijskimi. Produkcja przemysłowa jest trzecia co do wielkości w Południowych Stanach Brazylii – zaraz po dużych miastach Porto Alegre i Kurytybie.
Duża część mieszkańców posiada niemieckie, mniejsza szwedzkie korzenie. Samo miasto posiada wiele historycznych i kulturalnych pamiątek, w postaci architektury zbudowanej w typowo niemieckim stylu, a także w posągach i pomnikach.
Pierwszą nazwę miasta Colônia Dona Francisca w 1851 zmieniono na obecną na cześć księcia Joinville Franciszka Orleańskiego, zięcia cesarza Piotra II Brazylijskiego. 
W mieście wart zobaczenia jest pałac królewski, zbudowany w 1870, obecnie mieści się w nim muzeum o historii osadnictwa niemieckiego w Brazylii.

## Miasta partnerskie
- Zhengzhou, Chińska Republika Ludowa